# Rudlické kopce
Rudlické kopce jsou přírodní památka poblíž obce Rudlice v okrese Znojmo v nadmořské výšce 288–341 metrů. Důvodem ochrany jsou travinobylinná společenstva se stepními prvky, ze zvláště chráněných druhů rostlin např. koniklec velkokvětý (Pulsatilla grandis), smil písečný (Helichrysum arenarium), divizna brunátná (Verbascum phoeniceum), chráněné druhy živočichů např. ještěrka obecná (Lacerta agilis), křepelka polní (Coturnix coturnix), ťuhýk obecný (Lanius collurio).

## Galerie

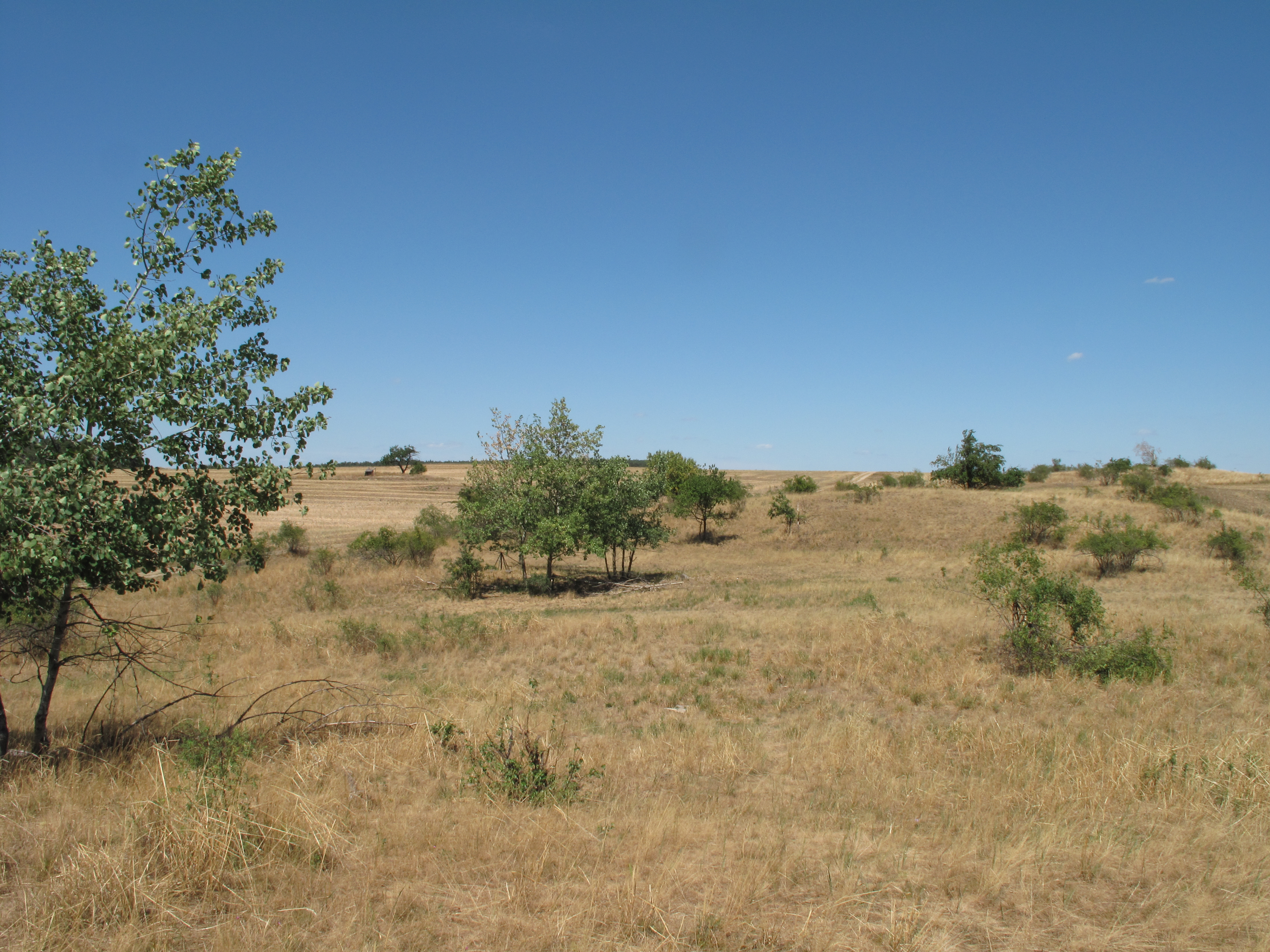
Step
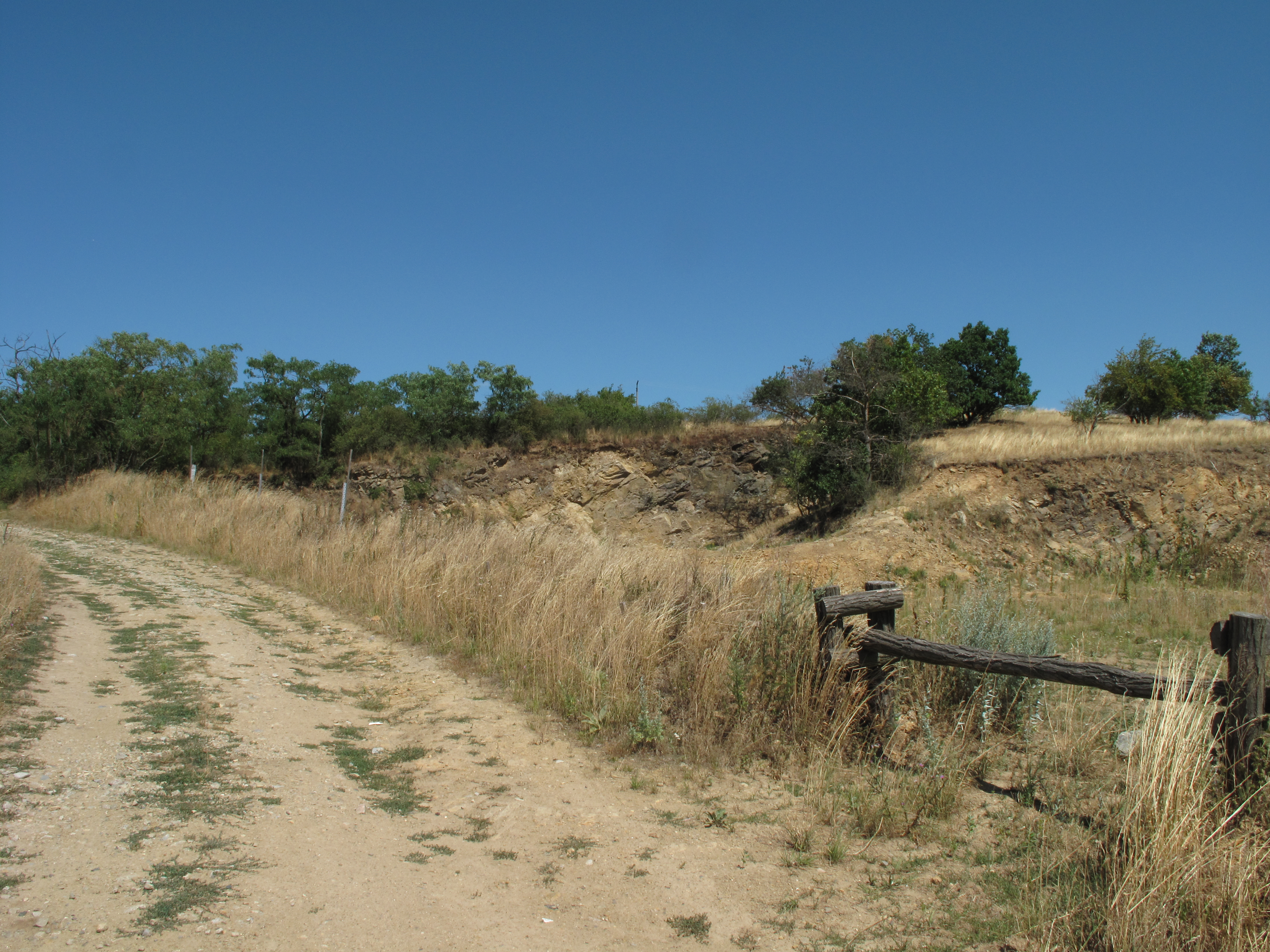
Přístupová cesta
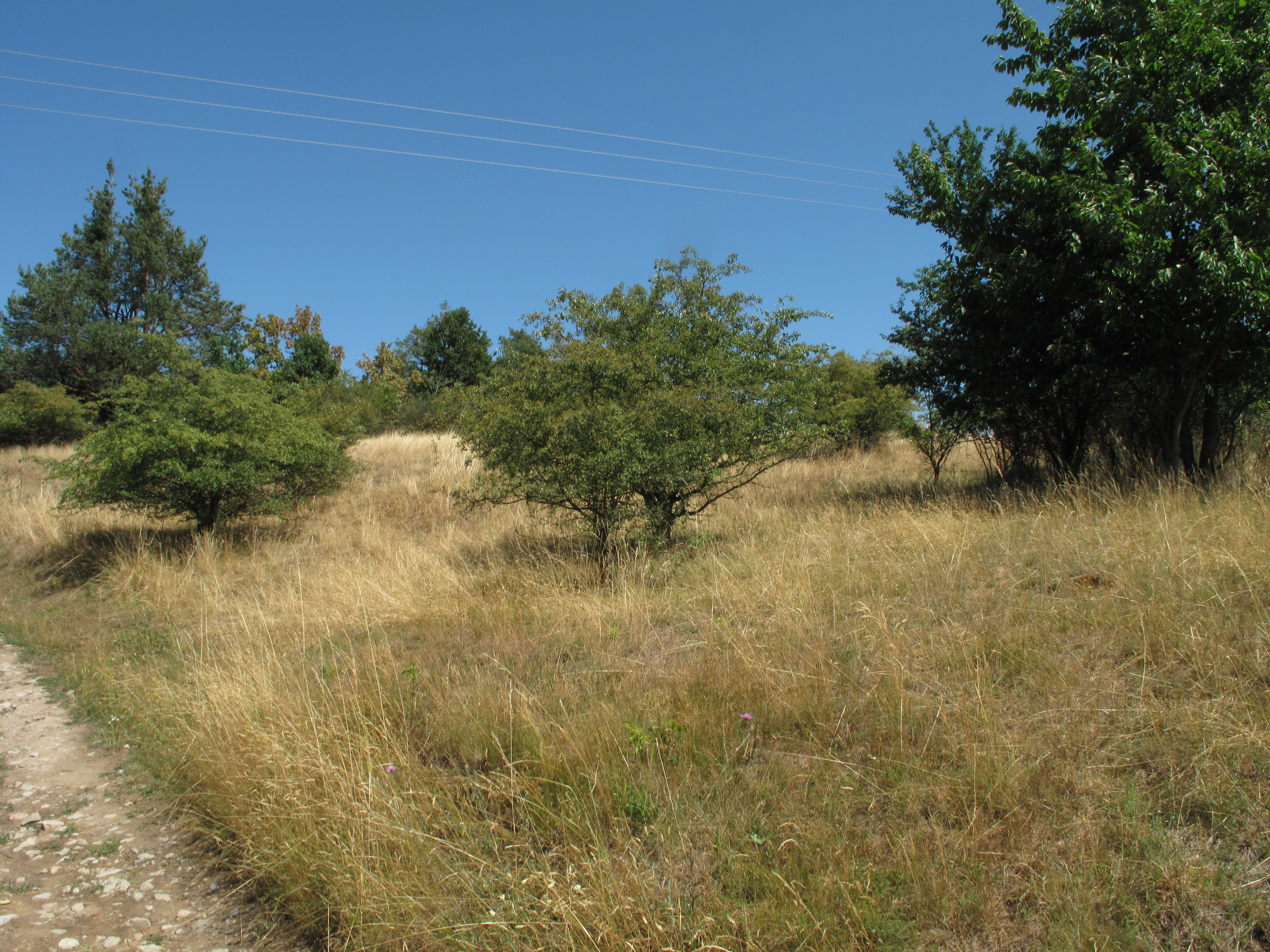
Keře a menší dřeviny
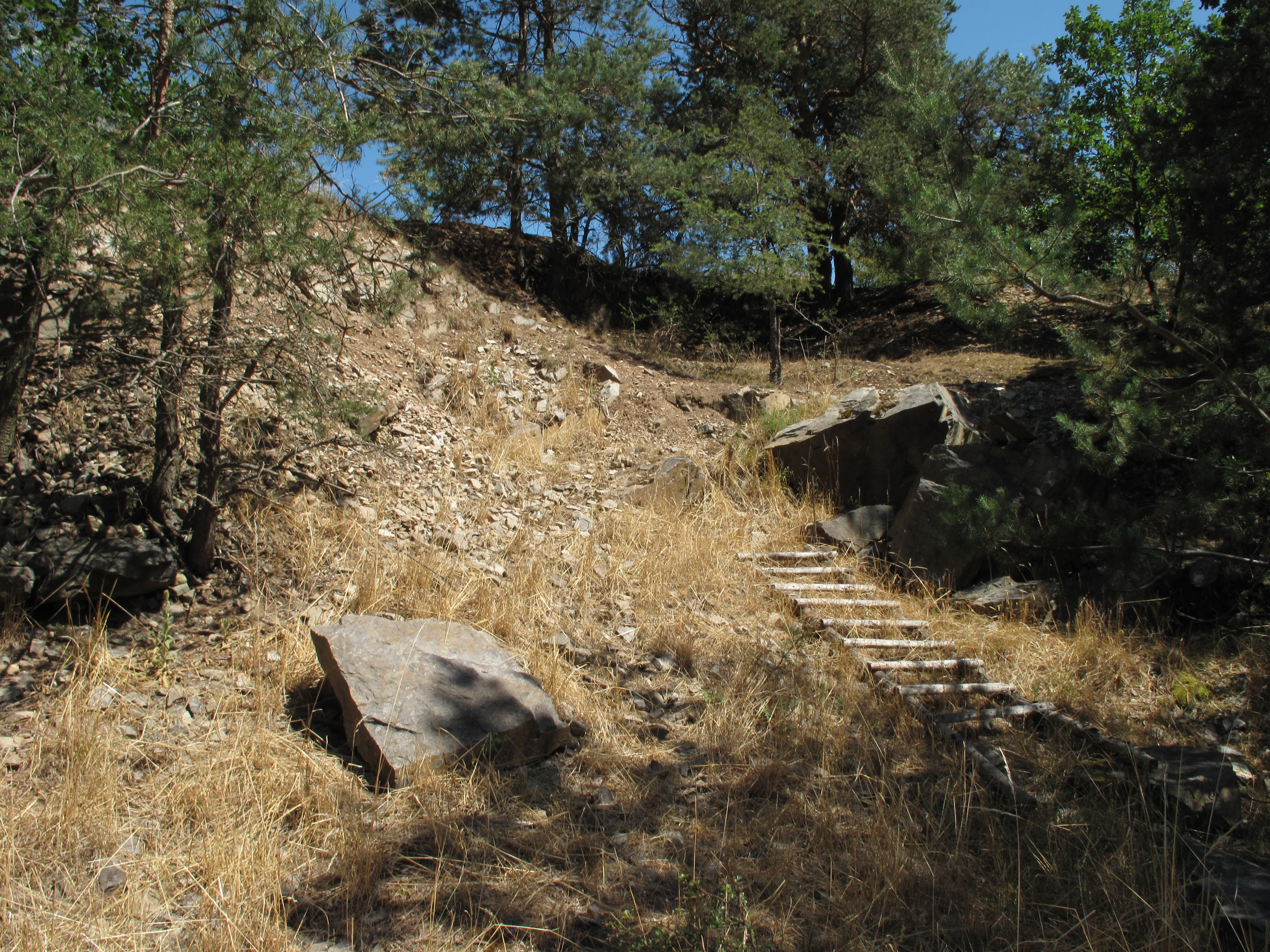
Bývalé lůmky